# ファンタシースター感謝祭
ファンタシースター感謝祭（ファンタシースターかんしゃさい）とは、株式会社セガゲームスが主催するファンタシースターオンライン2（PSO2）のオフラインイベントである。
この項目ではファンタシースター感謝祭の補完イベントとして開催されている「アークスフェスティバル」、ファンタシースター感謝祭の前身でファンタシースターユニバースシリーズのオフラインイベントとして開催されていた「全国ファン感謝祭」、15周年を記念して行われた地方巡回イベント「アークスキャラバン」、ファンタシースターシリーズの音楽イベントである「シンパシー」、各地で不定期に営業される公式カフェ「アークスカフェ」についても解説する。

## ファンタシースター感謝祭

### 感謝祭概要
PSO2のプレイヤーを対象に現実とゲームの境界を超えて楽しんでもらうことを対象に各種イベントや物販などのコンテンツを提供している。また決勝会場および一部予選会場ではPSO2放送局の公開生放送も実施しており、最新情報を会場で知ることもできる。単独のオンラインゲームのオフラインイベントとしては国内最大級であり、運営会社単位としてもガンホー・オンライン・エンターテイメントが開催している「ガンホーフェスティバル」に匹敵する。会場内では当イベント最大の目玉として「アークスグランプリ」または「アークスバトルトーナメント」が開催されるほか、PSO2のキャラクターやアイテムを模した「コスプレコンテスト」や入賞した作品は実際ゲーム内アイテムとして公開される「アイテムデザインコンテスト」などが開催される。

### 入場時の対応
入場は各会場とも無料で、2014年までは入場時の検査等は行われず、一時退場時にスタンプ（ブラックライトインクのため通常時では不可視）を押して再入場時にライトを照射し確認を取る方法のみであった。しかし2014年に発生した「AKB48握手会傷害事件」の影響や後述の「シンパシー2015」での爆破予告騒動の対策として2017年以降は入場時は荷物検査（刃物やモデルガン、花火等の危険物の有無確認、持込禁止）が実施され、再入場時は先述のスタンプ方式や入場時に配布される「アークスカード」を提示する対応がとられている。
さらに2019年に「京都アニメーション放火殺人事件」や「ジャンプビクトリーカーニバル2019」での火災放射事件等火を使用した事件が相次いだことや決勝会場が2020年の東京オリンピック・パラリンピック会場で使用されることなどから同会場では以下の通り荷物検査が強化された。
- 持込禁止対象を増やし、マッチや制汗スプレー、酒類も禁止（ライターは可）。
- 開封済かつ中身が入っているペットボトルについてはその場で飲み、飲料物であるかの確認。
- 再入場時も同様の検査を行う。
- 持込禁止対象は廃棄か一時預かりかの確認を行い、一時預かりの場合は半券を手渡され退場時に引き換えとなる。

なお、ゲーム内アイテムコードの転売対策も兼ねて一度入場した場合は再入場口からを除き入場することは原則不可となっている。

### 各年の概要

#### 2013年
PSO2サービス開始1周年を記念し「ファンタシースター感謝祭2013」として開催され、アークスグランプリやコスプレコンテスト、アイテムデザインコンテストが行われた。「アークスグランプリ」は主要5都市とファミ通CUPによる6つの予選会を実施、勝者は各予選会同様決勝大会へ進出することができた。このうちファミ通CUPは「アークスグランプリ」のみのため事前登録者のみが参加できたほか、決勝大会が行なわれたディファ有明は収容人数の問題から事前に申し込みを行ない当選者のみ入場が可能な招待制となっている。
ファミ通CUPを除く6会場のうち東京会場と決勝会場ではPSO2放送局の公開生放送が行われている。

#### 2014年
PSO2サービス開始2周年を記念し「ファンタシースター感謝祭2014」を開催。予選はファミ通カップが廃止され主要5都市のみとなり、前年度の来場者の多さに対応するため各会場が大型化された。また、各地のキャラクターとタイアップを行ない、それに関連したゲーム内グッズを各会場の特典として来場者に配布している。
- 東京：『ノッポン』『タワオ』（東京タワーの公式キャラクター）
- 大阪：『いしきりん』（石切参道商店街の公式キャラクター）
- 福岡：『かわりみ千兵衛』（博多発のゆるキャラ）
- 札幌：『コアックマ＆アックマ』（北海道応援キャラクター）
- 名古屋：『オカザえもん』（岡崎市の非公式キャラクター）
- 決勝：『ダンボー』（よつばと!のキャラクター）

6会場のうち東京、札幌、決勝の3会場でPSO2放送局の公開生放送が行われている。なお、6会場合計の来場者数はのべ4万7千人（主催者発表）であったことが翌年の正月に報告された。

#### 2015年
2015年はアークスキャラバンおよびアークスフェスティバル2015が開催され、夏季にファンタシースター感謝祭は行われなかった。しかし「アークスキャラバン」実施中のPSO2放送局内でプロデューサー・酒井智史が2015年度内に開催する予定であることをほのめかしている。

#### 2016年
アークスフェスティバル2015において冬から初春にかけて「ファンタシースター感謝祭2016」が開催されることが発表された。予告では2015年度内としているが、決勝が2016年3月開催のため2016となり、2015は欠番となっている。
地方5会場では以下のご当地にちなんだゲーム内ラッピーグッズが配られた。
- 東京：東京タワー
- 名古屋：しゃちほこ
- 福岡：屋台
- 札幌：ジンギスカン
- 大阪：通天閣

また、決勝会場では「ハローキティ」とのコラボによりハローキティのゲーム内グッズが配布された。6会場のうち福岡、大阪、決勝の3会場でPSO2放送局の公開生放送が行われている。
決勝が初春に開催されたことから夏季はアークスフェスティバル2016が開催されている。

#### 2017年
PSO2サービス開始5周年を記念し「ファンタシースター感謝祭2017」として開催、時期が2014年以前と同じ夏に戻された。全会場において『後藤人形』とのコラボとして特別展示作品「月の光」が公開された。地方5会場では以下のご当地にちなんだゲーム内ロビーアクションが配られた。
- 東京：歌舞伎
- 札幌：スキー
- 福岡：どんたく
- 名古屋：しゃちほこ
- 大阪：こなもん（たこ焼き、お好み焼き）

また、宅配ピザチェーン「ピザーラ」とのコラボレーションにより各会場でオリジナルピザの販売および決勝会場ではピザーラにちなんだゲーム内ロビーアクションの配布が行われている。
上述の通り昨年まで開催されていた「アークスグランプリ」に代わり新たに「アークスバトルトーナメント」が開催されたほか、昨年のフェスティバルで開催された「コスプレ＆クラフトコンテスト」は分離され「コスプレコンテスト」の単独開催および「クラフトコンテスト」の新規開催が行われている。
6会場のうち東京、名古屋、決勝の3会場でPSO2 STATION!（PSO2放送局のリニューアル番組）の公開生放送が行われ、このうち決勝会場では2部構成で計8時間の放送が行われている。

#### 2018年
2018年は有明コロシアムが2020年東京オリンピックに関連した改修工事に入ることや、EPISODE5の調整失敗等で信頼失墜の回復に重点を置くとの理由から感謝祭の開催が取りやめとなった。アークスフェスティバルの開催も見送られており、サービスが開始された2012年を除けば初めて大型イベントが開催されなかった。

#### 2019年

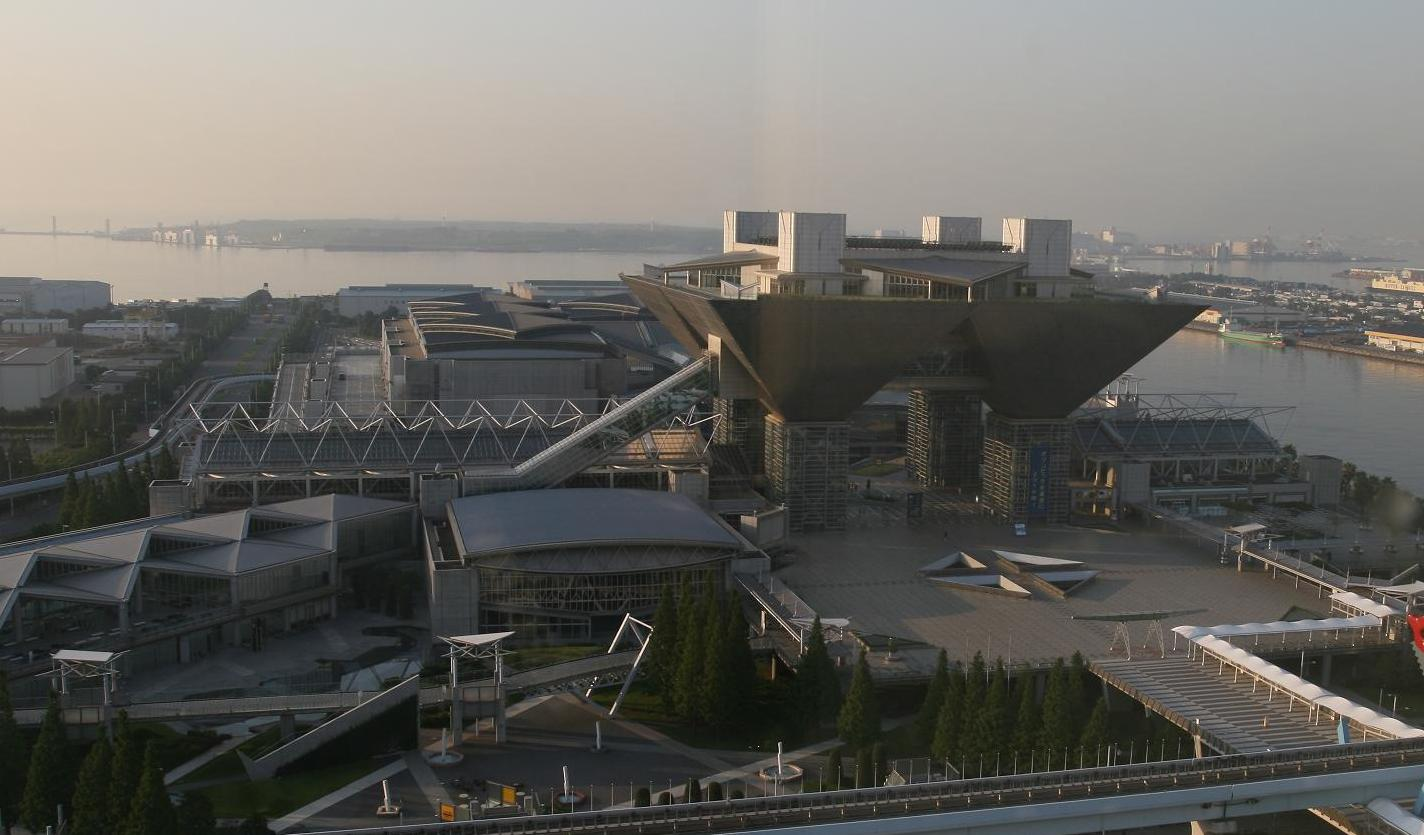
有明コロシアムに代わり、決勝会場となる東京ビッグサイト

2018年12月15日放送の『PSO2 STATION!』内で「ファンタシースター感謝祭2019」の実施が発表され、2年ぶりの感謝祭開催となった。地方の開催間隔が約1ヶ月と伸びており、関西地区の開催が神戸になったほか、有明コロシアムの改修工事が継続中のため2013年の東京大会以来となる東京ビッグサイトでの開催となる。
会場内ではネスレ日本のペリエが配布され、ピザーラのコラボピザ販売、JOYSOUNDによるカラオケ大会が行われるほか、地方5会場では以下のご当地にちなんだゲーム内ロビーアクション、決勝はケロロ軍曹とのコラボアイテムが配られた。また、『PSO2 STATION!』の公開生放送は全会場で実施される。
- 東京：関東名物（醤油）
- 名古屋：名古屋名物（エビフライ）
- 札幌：札幌名物（タラバガニ）
- 福岡：福岡名物（明太子）
- 神戸：神戸名物（豚まん）

### 感謝祭での主なコンテンツ

#### アークスグランプリ
ゲーム内の「タイムアタッククエスト」をアレンジしたステージをどれだけ早くクリアできるか競う勝ち抜き戦。各予選会場で勝ち上がった上位2チームが決勝大会に進出する。アークスグランプリが開始された当時はPC版とPS Vita版とで分かれているが、環境差が大きいことから部門を分け、それぞれで優勝者を決定している。
2013年のみ7月21日にエンターブレインのイベントスペース「WinPa」でファミ通主催による『ファミ通CUP』が開催されている。この大会の上位2チームが決勝大会に進むことができるのは他の予選と変わらなかったが、ファンタシースター感謝祭と分けられているためこの大会の参加者のみ入場可能や物販・交流コーナーが未設置などの制限があった。

#### アークスバトルトーナメント
2016年のEP4より導入されたゲーム内の「バトルロビー」をアレンジしたステージを使用した4人対4人対戦の勝ち抜き戦である。アークスグランプリ同様各予選会場で勝ち上がった上位2チームが決勝大会に進出する。グランプリではPCとPS Vitaで部門が分かれていたがバトルトーナメントではPS4のみを使用する。但しキーボードが付いており、ほぼPCと同じ環境で操作可能である。

### ファンタシースター感謝祭の会場
| 大会・会場名                 | 開催日                       | 開催場所                                  | 備考 |                              |
| ファンタシースター感謝祭2013 | ファンタシースター感謝祭2013 | ファンタシースター感謝祭2013              | ファンタシースター感謝祭2013 | ファンタシースター感謝祭2013 |
| ---------------------------- | ---------------------------- | ----------------------------------------- | --- | ---------------------------- |
| 東京                         | 2013年6月9日                 | 東京ビッグサイト （西展示棟4）            | |                              |
| 名古屋                       | 2013年6月15日                | 名古屋国際会議場 （イベント棟）           | |                              |
| 福岡                         | 2013年6月29日                | スカラエスパシオ                          | 400人を収容することを想定した会場に対し、約2000人のプレイヤーが集結し騒ぎが発生し、翌年より会場の大幅変更となるきっかけになった。 （ファンタシースターオンライン2#事件等およびファンタシースター感謝祭2014の備考参照）                                        |                              |
| 大阪                         | 2013年7月14日                | インテックス大阪 （1号棟）                | |                              |
| 札幌                         | 2013年7月28日                | 札幌コンベンションセンター （イベント棟） | |                              |
| 決勝                         | 2013年8月3日                 | ディファ有明                              | 収容数の問題から事前抽選方式による当選者のみ入場可能であった。 |                              |
| ファンタシースター感謝祭2014 |                              |                                           | |                              |
| 東京                         | 2014年6月15日                | 幕張メッセ （4・5ホール）                 | 東京ビッグサイトのある東京都から千葉県千葉市の当会場へ変更。前年と比較しおよそ倍の収容が可能となっている。 |                              |
| 大阪                         | 2014年6月21日                | インテックス大阪 （2号棟）                | 前年開催された1号館と比較し約1.35倍の収容となっている。 |                              |
| 福岡                         | 2014年6月28日                | 西日本総合展示場 （新館A）                | 前年の混乱を考慮し、インテックス大阪2号棟とほぼ同じ収容能力を持つ会場を確保するためスカラエスパシオのある福岡市から北九州市の当会場へ変更された。 |                              |
| 札幌                         | 2014年7月26日                | 札幌コンベンションセンター （イベント棟） | |                              |
| 名古屋                       | 2014年8月3日                 | ポートメッセなごや （2号館）              | 前年の名古屋国際会議場イベント棟と比較しおよぞ3倍の収容能力を持つ。 |                              |
| 決勝                         | 2014年8月16日                | 有明コロシアム                            | 前年は事前抽選方式による当選者のみ入場可能であったが、収容に余裕がある当会場に移転したことから決勝も他会場同様抽選なしで入場が可能となった。 |                              |
| ファンタシースター感謝祭2016 |                              |                                           | |                              |
| 東京                         | 2015年12月23日               | 幕張メッセ （1・2ホール）                 | |                              |
| 名古屋                       | 2016年1月10日                | ポートメッセなごや （2号館）              | |                              |
| 福岡                         | 2016年1月17日                | 西日本総合展示場 （新館A）                | |                              |
| 札幌                         | 2016年2月11日                | アクセスサッポロ                          | |                              |
| 大阪                         | 2016年2月20日                | インテックス大阪 （2号館）                | |                              |
| 決勝                         | 2016年3月21日                | 有明コロシアム                            | |                              |
| ファンタシースター感謝祭2017 |                              |                                           | |                              |
| 東京                         | 2017年6月10日                | 幕張メッセ (2・3ホール)                   | |                              |
| 札幌                         | 2017年6月17日                | Zepp Sapporo                              | |                              |
| 福岡                         | 2017年6月25日                | 西日本総合展示場 (新館A)                  | |                              |
| 名古屋                       | 2017年7月15日                | ポートメッセなごや (2号館)                | |                              |
| 大阪                         | 2017年7月30日                | インテックス大阪 (2号館)                  | |                              |
| 決勝                         | 2017年8月12日                | 有明コロシアム                            | これまで午前10時開場であったが、昨年のフェスティバルの混雑や生放送の関係等で午前8時に開場されている。 |                              |
| ファンタシースター感謝祭2019 |                              |                                           | |                              |
| 東京                         | 2019年3月10日                | 幕張メッセ (3・4ホール)                   | |                              |
| 名古屋                       | 2019年4月21日                | ポートメッセなごや （1号館）              | |                              |
| 札幌                         | 2019年5月25日                | つドーム                                  | |                              |
| 福岡                         | 2019年6月8日                 | 西日本総合展示場 (新館A・B)               | |                              |
| 神戸                         | 2019年7月14日                | 神戸コンベンションセンター (1・2号館)     | 開催が神戸市のため、神戸大会と変更されている（但し上記の東京大会の会場は千葉県千葉市であるが名前の変更は行われない）。 |                              |
| 決勝                         | 2019年8月17日                | 東京ビッグサイト （南展示棟）             | 有明コロシアムが2020年東京オリンピックによる関連工事で使用不可能のため東京ビッグサイトでの開催となる。なお、夏季決勝またはアークスフェスティバルはコミックマーケットと同日開催であったが、今回は会場が重複することからコミックマーケットより1週間遅れとなる。 |                              |

## アークスフェスティバル

### フェスティバル概要
感謝祭の決勝が8月に開催されない場合、その代わりのイベントとして有明コロシアムで開催される。地方での開催は行わず、地方で予選を実施する「アークスグランプリ」「アークスバトルトーナメント」といった対抗戦についてもフェスティバルでは実施されない。感謝祭決勝会場のみで実施されている「コスプレコンテスト」はフェスティバルでも開催（「クラフトコンテスト」は現時点で未実施）され、また物販コーナーや交流コーナーなども設置されており、PSO2放送局による生放送も実施される。入場も感謝祭同様無料である。

### アークスフェスティバル2015
「ファンタシースター感謝祭」に代わる地方イベント「アークスキャラバン」を締めくくるイベントとして8月16日に開催された。「アークスグランプリ」に代わる主要イベントとして「アークスエキシビジョンマッチ」と「ダンスフェス」が行われている。「アークスエキシビジョンマッチ」は過去のアークスグランプリ優勝者と会一太郎、市来光弘、エリック・ニコラスの3人で結成したタレントチームが対戦する企画である。また「ダンスフェス」は盆踊り風のダンスを参加者と一緒に踊ることを企画したもので、このために光吉猛修が歌い開発スタッフが踊る「We're Arks!」とPSO2放送局メンバーが躍る「レアドロ☆KOI☆恋」が制作（振り付けは2曲ともパパイヤ鈴木）され、YouTubeなどで動画がアップされたほかゲーム内でのイベントで光吉猛修のほか桃井はるこ、榎本温子、会一太郎のPSO2放送局メンバーがゲーム内キャラクターとなり振付を行なうなど事前に踊り方を周知させていた（#ステージライブを参照）。そしてフェスティバルの最後に会場にいたプレイヤーと皆で踊りイベントを締めくくった。

### アークスフェスティバル2016
ファンタシースター感謝祭2016の決勝が3月に行われたことから、8月13日に単独イベントとして開催された。開催前のゲーム内イベントで地球親善大使として「ヨーコソ・アークス」を歌う小林幸子によるコンサートイベントが実施され、リニューアル前最後のPSO2放送局が行なわれた。
今回から「コスプレコンテスト」は「コスプレ＆クラフトコンテスト」にリニューアルされ、コスプレ以外にもゲーム内に登場する武器やアクセサリーなどの造形物による参加も可能になった。去年同様「エキシビションマッチ」も実施され、会一太郎のチームと市来光弘のチームに分かれ対抗戦が実施されている。紅白歌手であり艶やかな衣装で注目されている小林幸子のコンサートイベントが無料ということもあり来場者が多数訪れ、早いうちに座席がほぼ埋まったことなどから入場制限が実施されている。
このPSO2放送局で桃井はるこ、榎本温子、会一太郎がPSO2放送局を卒業した（桃井・榎本は以降PSO2に関与していないが、会一太郎は「PSO2 アークスライブ!」の番組MCとしてフェスティバル2016以降もPSO2関連に関与している）。

## 過去に行われていたイベント

### 全国ファン感謝祭
「ファンタシースター感謝祭」の前身にあたるイベント。PSPで提供されていた「ファンタシースターポータブルシリーズ」関連のイベントである。「アークスグランプリ」の前身である対抗戦も2010年は「リトルウィンググランプリ」、2011年は「インフィニティグランプリ」として行なわれている。

#### 2010年

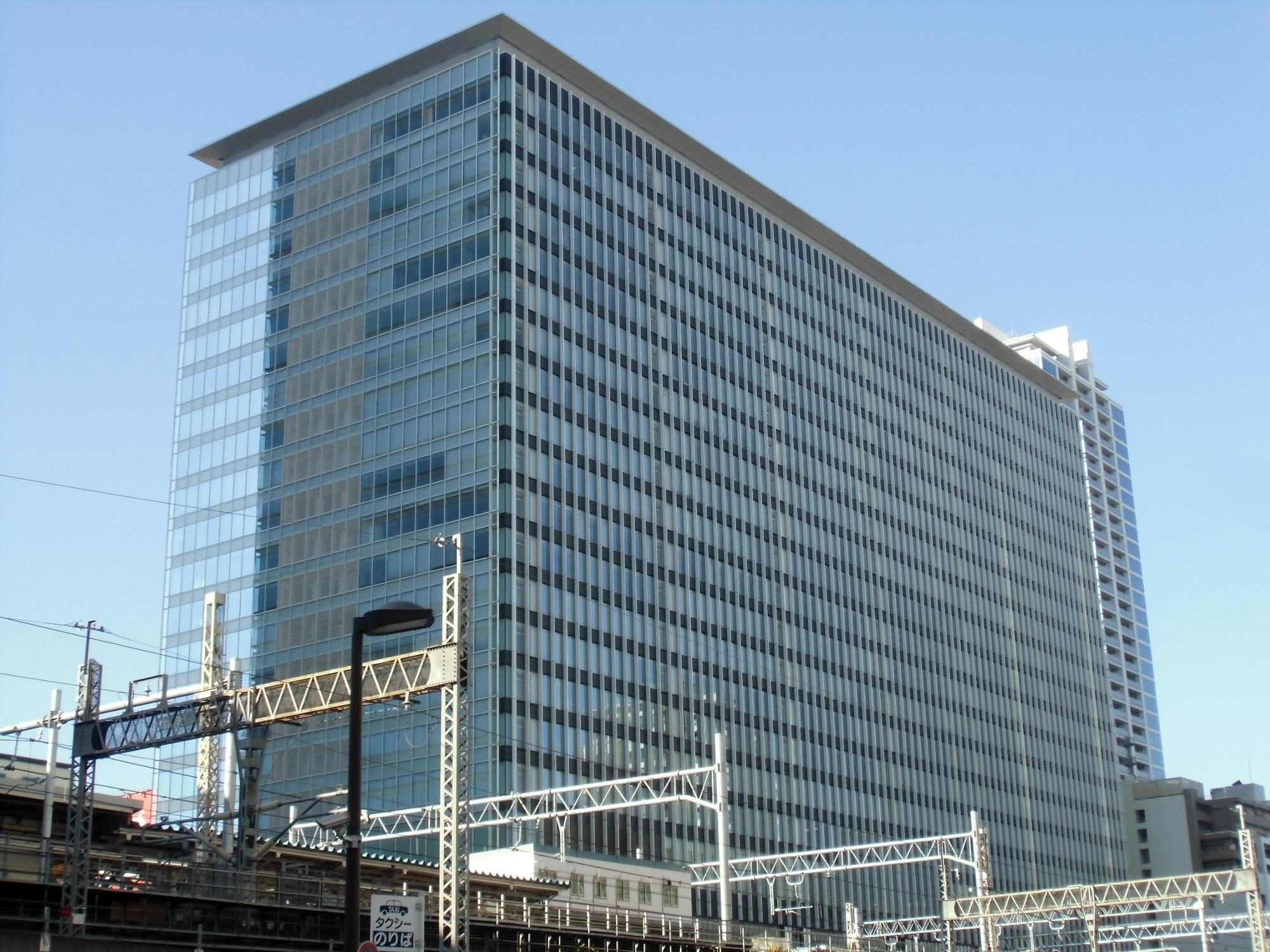
2010年および2011年の決勝大会の会場となった秋葉原UDX

ファンタシースターポータブル2のプレイヤー向けに開催。「リトルウィンググランプリ」の予選会として東京、大阪、福岡、名古屋、札幌の各都市およびファミ通主催によるファミ通CUPが開催され、各予選の勝者は決勝大会に進出した。このうちファミ通CUPは「リトルウィンググランプリ」の予選のみ開催のため一般参加者は入場不可である。
開催会場
- 東京（2010年1月16日）：東京ファッションタウン
- 福岡（2010年1月23日）：スカラエスパシオ
- 札幌（2010年1月31日）：きょうさいサロン
- 名古屋（2010年2月13日）：ポートメッセなごや
- 大阪（2010年2月20日）：大阪WTCホール
- ファミ通CUP（2010年2月28日）：セガ本社
- 決勝（2010年3月13日）：秋葉原UDX2階「アキバ・スクエア」

#### 2011年
ファンタシースターポータブル2 インフィニティのプレイヤー向けに開催。「インフィニティグランプリ」の予選会として上記5都市、ファミ通CUPにニコニコ動画主催の「ニコニコ動画CUP」が加わり7予選が開催される予定であったが2011年3月11日に発生した東日本大震災の影響で2都市での開催が中止となり、5つの予選会に勝ち上がった者が「アキバ・スクエア」にて開催される決勝大会に進出した。なお、ファミ通CUPおよびニコニコ動画CUPは「インフィニティグランプリ」の予選のみ開催のため一般参加者は入場不可であり、さらにニコニコ動画CUPはニコニコ動画ユーザー（会員種別問わず）のみエントリー可能であった。
この感謝祭より物販が行われるようになったほか、大塚製薬の栄養食であるカロリーメイトとコラボレーションを行なっていたことから「インフィニティグランプリ」の参加者にカロリーメイトが配られた。また、東京と大阪ではケンタッキーの出張店が会場に出店している。
開催会場
- 東京（2011年2月5日）：パシフィコ横浜（ホールB）
- 大阪（2011年2月11日）：ATCホール（Aホール）
- 名古屋（2011年2月19日）：ポートメッセなごや（第3展示館）
- ニコニコ動画CUP（2011年3月5日）：セガ本社
- ファミ通CUP（2011年4月9日）：セガ本社
- 決勝（2011年4月24日）：秋葉原UDX2階「アキバ・スクエア」

福岡（2011年3月19日）と札幌（2011年3月26日）は震災の影響により中止

### アークスキャラバン
2015年はファンタシースターオンラインのサービス開始から15周年であったことから感謝祭に代わるイベントとして「アークスキャラバン」が開催され、これまでの主要5都市に代わり広島・仙台・徳島・新潟・沖縄の各地方都市を巡回するイベントを行なった。このキャラバンでは「アークスグランプリ」などのイベントは開催されなかったが物販は実施され、また全会場でPSO2放送局による公開生放送も実施されている。沖縄会場のアクセスとして現地集合の宿泊込み、さらに羽田空港発着の宿泊と飛行機代をセットにしたツアーパッケージが設定され、ゲーム内通貨やオリジナルTシャツなどが特典としてプレゼントされた。なお、沖縄を除き公開生放送会場への入場は抽選制となっており、落選者は物販コーナーおよび交流コーナーでのみ入場可能であった。
開催会場
- 広島（2015年3月1日）：TKPガーデンシティ広島
- 仙台（2015年4月5日）：夢メッセみやぎ西館
- 徳島（2015年5月5日）：あわぎんホール
- 新潟（2015年6月14日）：旧新潟大和2階特設会場
- 沖縄（2015年7月12日）：沖縄コンベンションセンター会議棟A

## 不定期で開催されているイベント

### シンパシー
ファンタシースターシリーズのゲーム内サウンドや楽曲を使用した演奏会またはコンサートである。本格的なコンサートホールで行なわれるが、ドレスコートで来場する必要はない。なお、ファンタシースターシリーズのオフラインイベントで唯一入場料が有料のイベントである。

#### 2013年
ファンタシースターシリーズ25周年を記念し2013年3月30日に日比谷公会堂で開演された。天野正道指揮、東京フィルハーモニー交響楽団演奏によるこれまでのファンタシースターシリーズのサウンドの演奏が行われたほか、特別ゲストとして光吉猛修によるコンサートも行われている。

#### 2015年
ファンタシースターオンラインシリーズ15周年を記念し2015年11月23日にパシフィコ横浜で開演された。天野正道指揮によるファンタシースターシリーズおよびファンタシースターオンライン2のサウンド演奏を始め、「ファンタシースターオンライン2-ON STAGE-」 に出演していた蒼井翔太と新田恵海、マトイ役の声優である佐藤聡美、フェスティバルで「We're Arks!」を踊った光吉猛修によるライブパートなども行なわれた。
なお、開催前に会場を爆破する予告がインターネット掲示板で書き込まれたことから、会場のロッカーが閉鎖され、金属探知機による検査が行われている。

#### 2018年
ファンタシースターシリーズ30周年を記念し2018年3月24日にディファ有明で開催されることがファンタシースター感謝祭2017決勝会場で発表された。これまではオーケストラ形式による演奏会であったが、2018は「ライブシンパシー」としてゲーム内のボーカル付き楽曲や、キャラクターソングといったコンサート形式となる。

### ファンタジック3Dライブ
2018年10月27日、28日にヒューリックホール東京で開催されるライブイベント。先述の「シンパシー」とは異なりファンタシースターオンライン2のキャラクターがスクリーンに映し出されるバーチャルライブ形式となる。

### アークスカフェ
スイーツパラダイスの各店舗で不定期に開催されているPSO2公式カフェ。期間中対象店舗ではPSO2オリジナルグッズの販売コーナーが設置され（感謝祭やフェスティバルの物販コーナーで販売しているものと同じもの）、2種類のPSO2特別メニューが提供される。PSO2特別メニューを注文するとオリジナルの食べ物がドリンクが提供されるほか、ゲーム内で使用可能なアイテムコード付きのノベルティが付属される（期間中スイーツパラダイスの通常メニューも注文可能であるが、ノベルティは貰えない）。
| 地域                           | 店舗名             | 開催時期                     | 備考                                                                           |
| アークスカフェ                 | アークスカフェ     | アークスカフェ               | アークスカフェ                                                                 |
| ------------------------------ | ------------------ | ---------------------------- | ------------------------------------------------------------------------------ |
| 東京                           | 新宿東口           | 2015年7月17日‐2015年9月30日  |                                                                                |
| アークスカフェin京都           |                    |                              |                                                                                |
| 京都                           | 四条河原町         | 2015年10月2日‐2015年12月15日 |                                                                                |
| アークスカフェ感謝祭スペシャル |                    |                              |                                                                                |
| 東京                           | 新宿東口           | 2015年12月18日‐2016年4月10日 |                                                                                |
| 大阪                           | エキスポシティ     | 2015年12月18日‐2016年4月10日 |                                                                                |
| 仙台                           | 仙台パルコ         | 2016年2月17日‐2016年3月13日  |                                                                                |
| 広島                           | 広島パルコ         | 2016年2月17日‐2016年3月13日  |                                                                                |
| 福岡                           | 福岡パルコ         | 2016年2月18日‐2016年3月13日  | 2月17日が福岡パルコの休業日であることから、仙台・広島の1日遅れとなった。       |
| 名古屋                         | スパイラルタワーズ | 2016年3月8日‐2017年4月10日   |                                                                                |
| アークスカフェThe Best         |                    |                              |                                                                                |
| 東京                           | 新宿東口           | 2016年10月28日‐2017年1月9日  |                                                                                |
| 大阪                           | 梅田               | 2016年11月1日‐2017年1月9日   |                                                                                |
| 名古屋                         | スパイラルタワーズ | 2017年1月16日‐2017年3月26日  | 2月3日にツイッターで爆破予告の書き込みがあり、避難、周辺の封鎖が行われている。 |
| PSO2アークスカフェ2019         |                    |                              |                                                                                |
| 東京                           | 新宿東口           | 2019年1月16日‐2019年3月5日   |                                                                                |
| 大阪                           | 梅田               | 2019年1月18日‐2019年3月5日   |                                                                                |
| 名古屋                         | スパイラルタワーズ | 2019年1月23日‐2019年3月5日   |                                                                                |

## 関連出版物

### 書籍
- 「ファンタシースター感謝祭2013 アークスグランプリ メモリアルBOOK」ISBN 978-4-04-729301-4
- 「ファンタシースター感謝祭2014 アークスグランプリ メモリアルBOOK」ISBN 978-4-04-730067-5
- 「ファンタシースター感謝祭2016 アークスグランプリ メモリアルBOOK」ISBN 978-4-04-733168-6

### 音楽
- 『We’re ARKS!/レアドロ☆KOI☆恋』EAN 4974365701925